# Marco Apuleio
Marco Apuleio (em latim: Marcus Appuleius; c. 55 a.C.–c. 15 a.C. (40 anos)) foi um senador romano da gente Apuleia eleito cônsul em 20 a.C. com Públio Sílio Nerva. Ele era irmão de Sexto Apuleio, cônsul em 29 a.C., e sobrinho de Augusto através de sua mãe, Otávia, a Velha, irmã do imperador.

## Biografia
Acredita-se que Marco Apuleio tenha sido filho de Sexto Apuleio e Otávia, a Velha, a meia-irmã mais velha de Augusto, o que faria dele um sobrinho do imperador. Por muitos anos, Marco Apuleio foi identificado como sendo o questor da Ásia em 45 a.C. que se juntou a Marco Júnio Bruto depois do assassinato de Júlio César. Atualmente acredita-se que este questor era um tio de Marco Apuleio com o mesmo nome.
No biênio 23-22 a.C., Marco Apuleio foi legado em Tridento. Em 20 a.C., foi eleito cônsul quando Augusto estava fora de Roma. Ao contrário da eleição de 21 a.C. ou de 19 a.C., esta não foi marcada por acirradas disputas e conflito entre os candidatos.
Não há registro de Marco Apuleio tendo assumido nenhum outro posto depois deste consulado e, por isto, especula-se que ele tenha morrido logo depois. É certo que ele já estava morto quando Marco Vipsânio Agripa morreu, em 12 a.C., pois o irmão dele, Sexto Apuleio, cônsul em 29 a.C., estava presente no funeral, mas Marco não.